# Małoszewo (Baranowo)
Małoszewo (dawniej Wyznowo, niem. Wiesenau) – dawna osada, obecnie część wsi Baranowo w Polsce, położona w województwie warmińsko-mazurskim, w powiecie mrągowskim, w gminie Mikołajki, na wschód od Baranowa, na zachód od wsi Faszcze.
W latach 1975–1998 Małoszewo należało administracyjnie do województwa suwalskiego.

## Historia
Osada założona około 1800 r., jako folwark należący do Baranowa. W 1838 r. był tu jeden dom i mieszkało 12 osób. Po 1945 r. osada należała do sołectwa Baranowo. W wykazie z 1 stycznia 1973 osada jest wymieniana w składzie sołectwa Baranowo. Administracyjnie osada podlegała pod pocztę w Baranowie. Najbliższy przystanek PKS i PKP również znajdował się w Baranowie.